# Starý židovský hřbitov v Benešově
Starý židovský hřbitov v Benešově je rekonstruovaný pozůstatek židovského hřbitova založeného asi v 17. století. Nachází se v Nové Pražské ulici, asi 150 m na severozápad od zdejšího Masarykova náměstí, v blízkém parku. Od roku 2007 je chráněn jako kulturní památka České republiky.
V 80. letech 20. století došlo k likvidaci hřbitova a z jeho areálu byla postupně odvážena většina náhrobků, z nichž jen asi desítka získala nová místa na zdejším Novém židovském hřbitově. Ke konci minulého století byla kolem areálu vystavěna nová, cihlová ohradní zeď. Na ploše 760 m², kterou zeď uzavírá, zůstalo necelých 20 náhrobních kamenů (macev). Hřbitov je volně přístupný.
Benešovská židovská komunita přestala existovat v roce 1940.